# DAC 665
DAC 665 este o familie de autocamioane militare de tracțiune și transport, fabricată de Întreprinderea de Autocamioane Brașov în anii 1980. A fost construit în mai multe versiuni, fiind exportat în Ungaria, Egipt, Irak și Cuba. Varianta DAC 665T era destinată tractării pieselor de artilerie și transportului de trupe și materiale. Varianta DAC 665G era folosită pentru transportul pontoanelor din parcurile de poduri ale Armatei Române. Ambele aveau tracțiune integrală 6×6. Șasiul acestor autocamioane a stat la baza mai multor vehicule specializate.

## Istorie

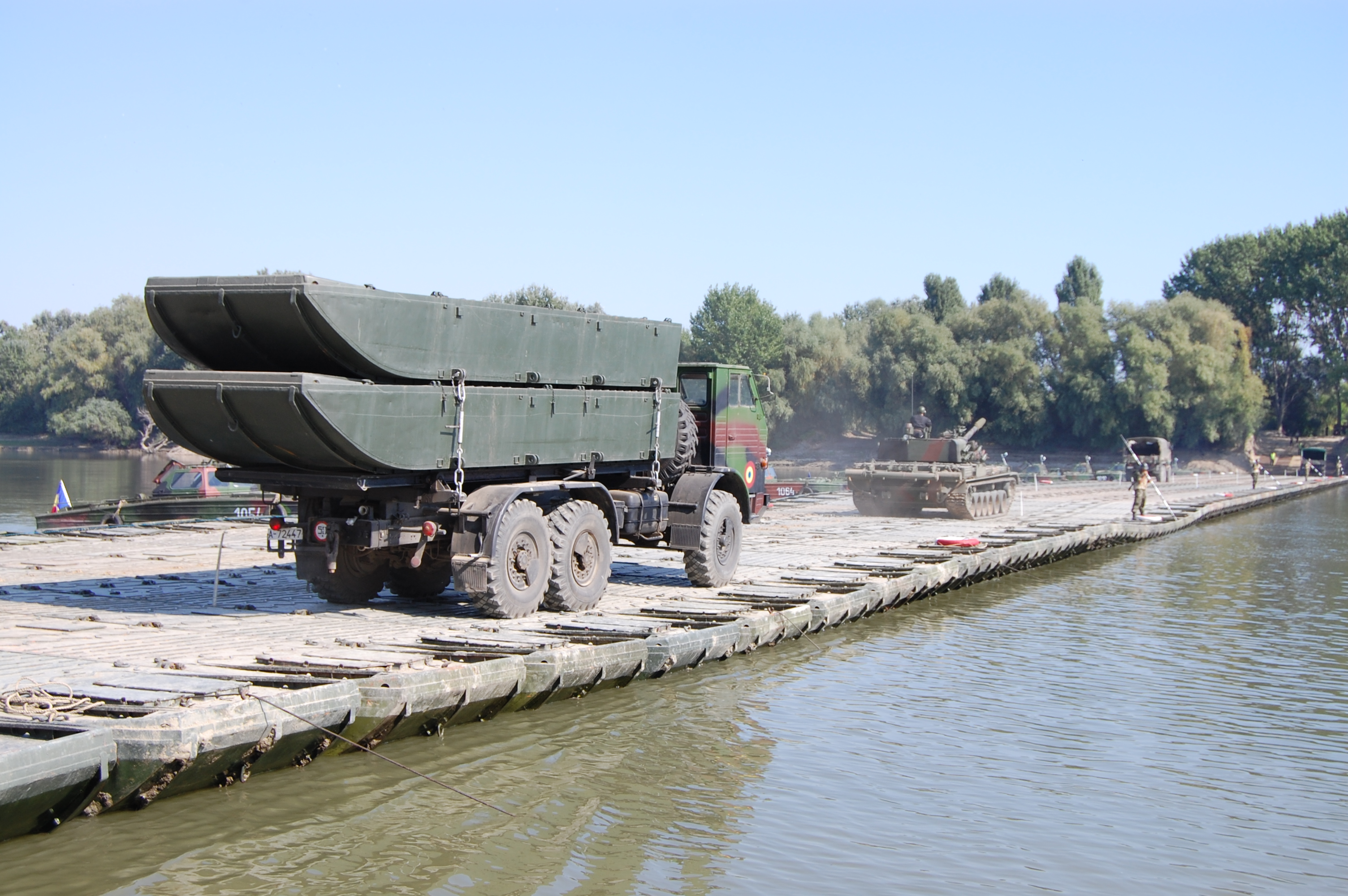
DAC 665G.

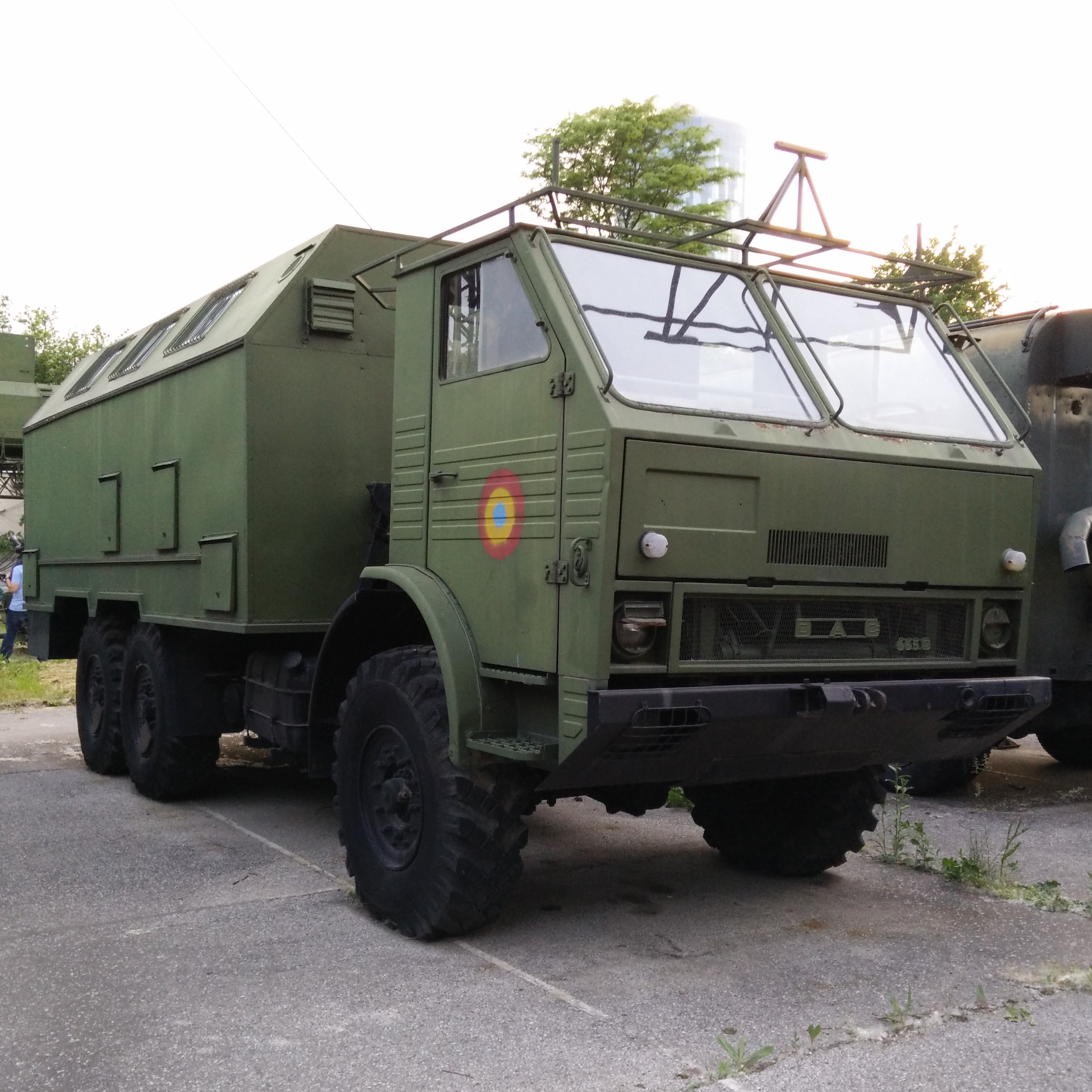
DAC 665C.

La începutul anilor 1970, în România a fost demarată producția autocamioanelor DAC și ROMAN. Armata Română a avut în vedere achiziționarea modelului ROMAN 12.135DF. Acesta nu îndeplinea toate cerințele militare și nu a fost omologat. Întreprinderea de Autocamioane Brașov a realizat două modele noi, DAC 665T și DAC 444T, pentru a fi achiziționate de armată. În anul 1985 a intrat în producție o variantă îmbunătățită, denumită DAC 665T Modernizat, Model 1985. Îmbunătățirile au fost introduse și la modelul DAC 444T în anul 1986.